# Dark Days (Loaded)
Dark Days è il primo album in studio del gruppo musicale hard rock statunitense Loaded, pubblicato nel 2001.

## Tracce
Testi e musiche di Duff McKagan.
1. Seattle Head – 3:48
2. Then & Now – 3:15
3. Wrap My Arms – 4:02
4. Dark Days – 3:51
5. Want To – 4:53
6. Misery – 3:37
7. Criminal – 5:09
8. Queen Jonasophina – 3:29
9. Shallow – 4:06
10. Superman – 3:32
11. King of Downtown – 3:29
12. Your Way – 5:18

## Formazione
- Duff McKagan - voce, basso, chitarra, piano
- Dave Dederer - chitarra
- Geoff Reading - batteria, percussioni, cori
- Martin Feveyear - tastiere, cori